# Athlon 64

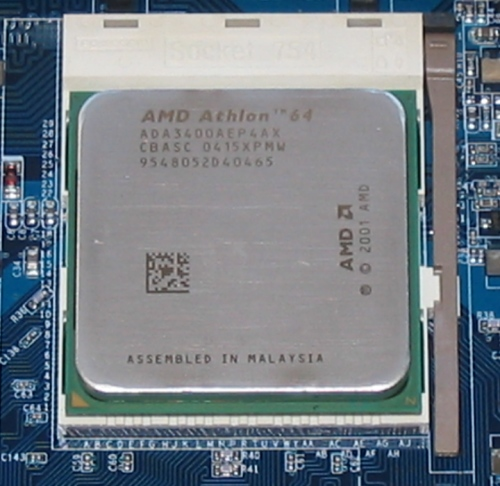
De Athlon64

De Athlon 64 is de eerste 64-bit-x86-processor in productie voor desktops. Deze processor heeft naast deze AMD64-uitbreiding nog enkele andere nieuwe technologieën die voor het eerst gebruikt worden, bijvoorbeeld: HyperTransport-technologie, een geïntegreerde DDR memory controller, de Enhanced Virus Protection, die door Microsoft vanaf Windows XP Service Pack 2, wordt ondersteund en de Cool'n'Quiet-technologie.
AMD heeft voor deze processor de x86-64-instructieset bedacht, ook wel bekend als AMD64. Met behulp hiervan is de hoeveelheid geheugen die geadresseerd kan worden verhoogd van 4 gibibyte naar 16 exbibyte. De tweede belangrijke toevoeging is de vergroting van alle typen registers van 8 naar 16. Hierdoor kunnen berekeningen sneller verlopen zonder op het geheugen terug te moeten grijpen. Het grootste voordeel van deze instructieset is, ten opzichte van andere 64-bitsversies, dat hij een toevoeging is op de al bestaande x86-instructieset en geen vervanging ervan. Hierdoor kan al bestaande software (bestaande uit miljoenen verschillende programma's) op deze processor blijven draaien. Doordat softwareproducenten weigerden twee verschillende 64-bits-instructiesets te ondersteunen, werd Intel min of meer gedwongen om hun 64-bits-instructieset, gebruikt vanaf de processoren met de codenamen 'Prescott' en 'Tejas', compatibel te maken met AMD64.